# 고가 준야
코가 준야(古賀淳也, 1987년 7월 19일 ~ )는 배영을 주종목으로 하는 일본의 수영 선수이다. 2014년 인천 아시안 게임 남자 배영 50m 결승 경기에서 24초28로 대회기록을 수립하며 금메달을 획득했다.

## 학력
- 와세다대학